# Albéric Collin
Pour les articles homonymes, voir Collin.
Albéric Collin, né le 6 avril 1886 à Anvers et décédé le 27 février 1962, est un sculpteur animalier belge. Il est également pastelliste.

## Biographie
Albéric Collin suit une formation à l'Académie royale des beaux-arts d'Anvers. Il fait partie du groupe d'Anvers. Il est très proche de Rembrandt Bugatti avec qui il deviendra ami. Il fréquente le jardin zoologique de la ville où il trouve une source inépuisable d'inspiration.
Il obtient une médaille de bronze au Salon des artistes français de 1922.

## Style
Albéric Collin sculpte exclusivement des animaux, tant sauvages que domestiques. Ses statuettes sont souvent coulées en bronze par le procédé de la cire perdue.

## Œuvres
Collin a réalisé un Éléphant monté par des Noirs, une sculpture monumentale en béton, à l'occasion de l'Exposition universelle de Bruxelles de 1935 et qui fut exposée devant le pavillon du Congo belge de René Schoentjes. Les africains sont de l'ethnie mangbetu. La sculpture a été installée ensuite en face du Musée royal de l'Afrique centrale à Tervuren, du côté de la route.

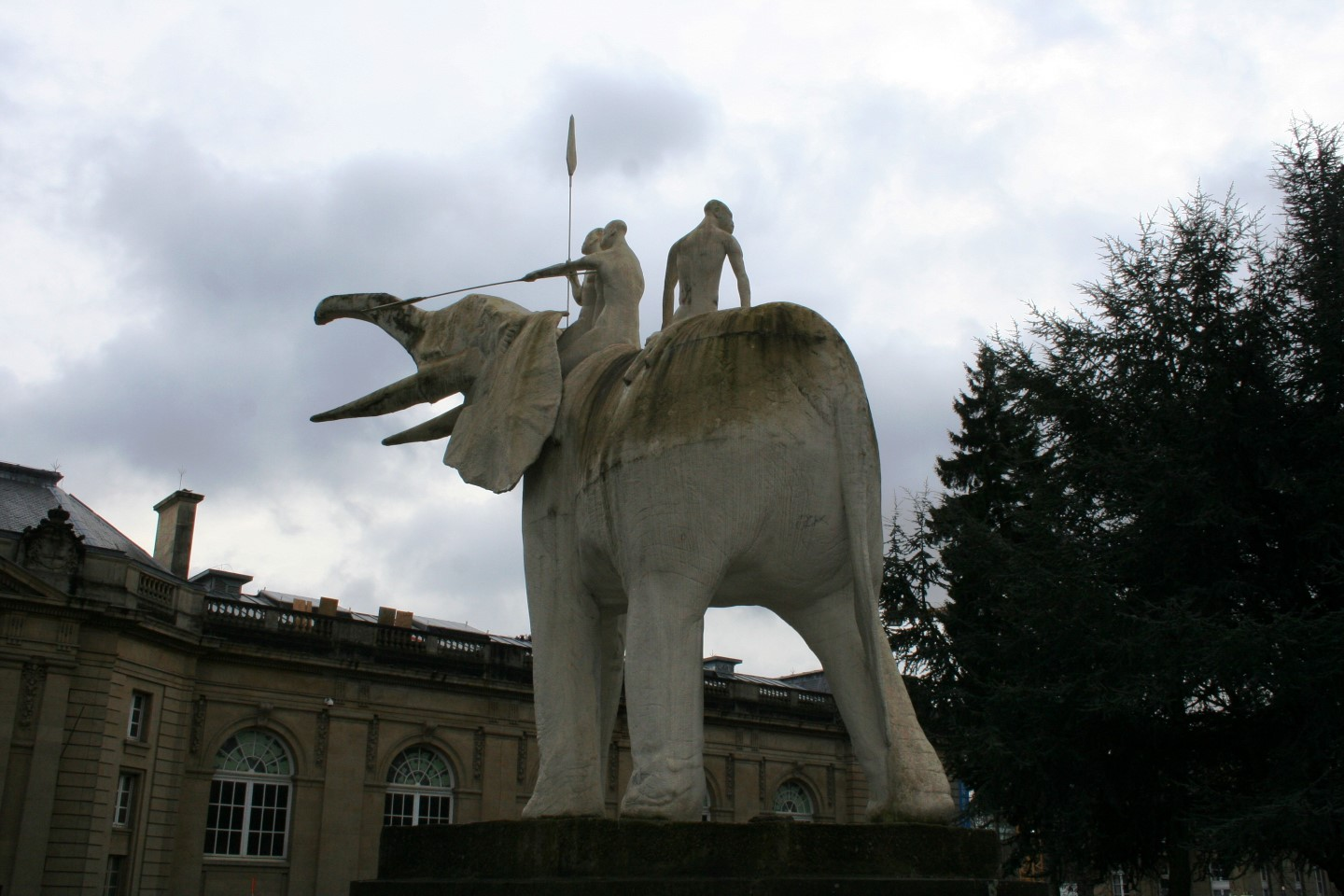
Éléphant devant le musée de Tervuren.

## Prix et récompenses

### Salons
- 1921 : médaille d'or au Salon des indépendants à Paris
- 1922 : troisième médaille au Salon des indépendants à Paris

### Champion olympique
Albéric Collin a remporté la médaille d'or dans la compétition artistique de sculpture aux Jeux olympiques d'été de 1920 d'Anvers.